# Ulrich Lörcher
Ulrich Lörcher (* 20. Januar 1869 in Lorch (Württemberg); † 23. November 1930 in Untertürkheim) war ein deutscher Schriftsteller und Journalist.
Der Sohn des evangelischen Lorcher Pfarrers besuchte vier Jahre lang die Lateinschule in Groß-Bottwar und besuchte 1885‒1889 das Lehrerseminar zu Tempelhof bei Crailsheim. Er war ein Jahr lang als Lehrer an einer Privatschule in Mönchengladbach tätig, unternahm danach
eine Reise nach Belgien und Holland und trat darauf in den württembergischen Schuldienst ein, in dem er aber nur kurz tätig war. 1895 ging er nach Straßburg, wo er den „Sonntagsgruß“ redigierte und seit 1898 als Chefredakteur das „Straßburger Tageblatt“ leitete. 1899 wechselte er als Chefredakteur des „Elsässer Tageblatts“ nach Kolmar, kehrte aber 1902 nach Straßburg zurück, um eine Stellung als Redakteur im literarischen Bureau des kaiserlichen Ministeriums anzunehmen. 1918 wurde er aus dem nunmehr französisch gewordenen Elsass ausgewiesen.
Er verfasste zahlreiche historische Erzählungen und auch einige Romane. Rudolf Krauss nannte Lörcher „einen gewandten christlichen Volkserzähler von stark protestantischem Bewußtsein“.
1897 heiratete er die Schriftstellerin Erica Grupe-Lörcher.

## Werke (in Auswahl)
- Die Familie Lavenstein, 1894 (Calwer Familienbibliothek Bd. 32) Internet Archive; (Zusammenfassung durch den Autor).
- Ein Weihnachtsabend, 1894.
- Der Müllerfritz, 1895.
- Aus Ungarns Schreckenstagen, 1895. 2. Auflage 1896.
- Geigenjakoble, 1896.
- Aus dem Volke für das Volk, 1897.
- Wunderbar geführt, 1899.
- Susanne, 1901.
- Allerlei Herzen, 1902
- Erinnerungen aus der Zeit von Strassburgs Belagerung anno 1870, o. J. (1903)
- Aus Ungarns Glaubenskämpfen, 1905.
- Unsere Landsleute in Siebenbürgen, 1906.
- Elsässer Geschichten, 1907.
- Die Sennerei in den Vogesen, 1906.
- Der Leseteufel, 1907.
- Treu im Glauben oder die Leiden der Evangelischen im Münstertale im Elsaß, 1909.
- Aus den Tagen des Gefechts bei Saarbrücken und der Schlacht bei Spichern, 1908.
- Im Kampf ums Elsaß, 1911
- Madeleine, 1914
- Klaus, 1914
- Der Chasseurkorporal, 1915 HU Berlin
- Um’s Elsaß. Kriegserzählung, 1916 SB Berlin
- Vogesenhelden, 1917
- Um Hermannstadt, 1918
- Die Wacht am Rhein, o. J. (1920?)
- Heraus aus dem Sumpf, 1922
- Der Bibelmann und die Bäuerin, 1922
- Der Herr ist Sonne und Schild, 1922
- Die da reich werden wollen, 1922
- Vergiftet, 1923
- Das Vaterunser am Weihnachtsabend, 1923
- Ein Heimgekehrter, 1924
- Das Hagelwetter in Rebhausen, 1924
- In des Teufels Tyrannei, 1925
- Von einem, der reich werden wollte, 1925. 2. Auflage 1949. 3. Auflage 1952.
- Gottes Mühlen mahlen langsam, 1926
- Zwei Gottesfreunde, 1926
- Im Strudel der Neuzeit, 1926
- Das heimliche Wort, Reutlingen, Enßlin & Laiblins Verlagsbuchhandlung, 1927.
- Weihnachtslichter im Erdendunkel, 1927
- Dunkle Mächte, 1927
- Der Musterwirt, 1928
- Treu im Glauben. Die Leiden der Evangelischen im Elsaß, 1929